# طاق

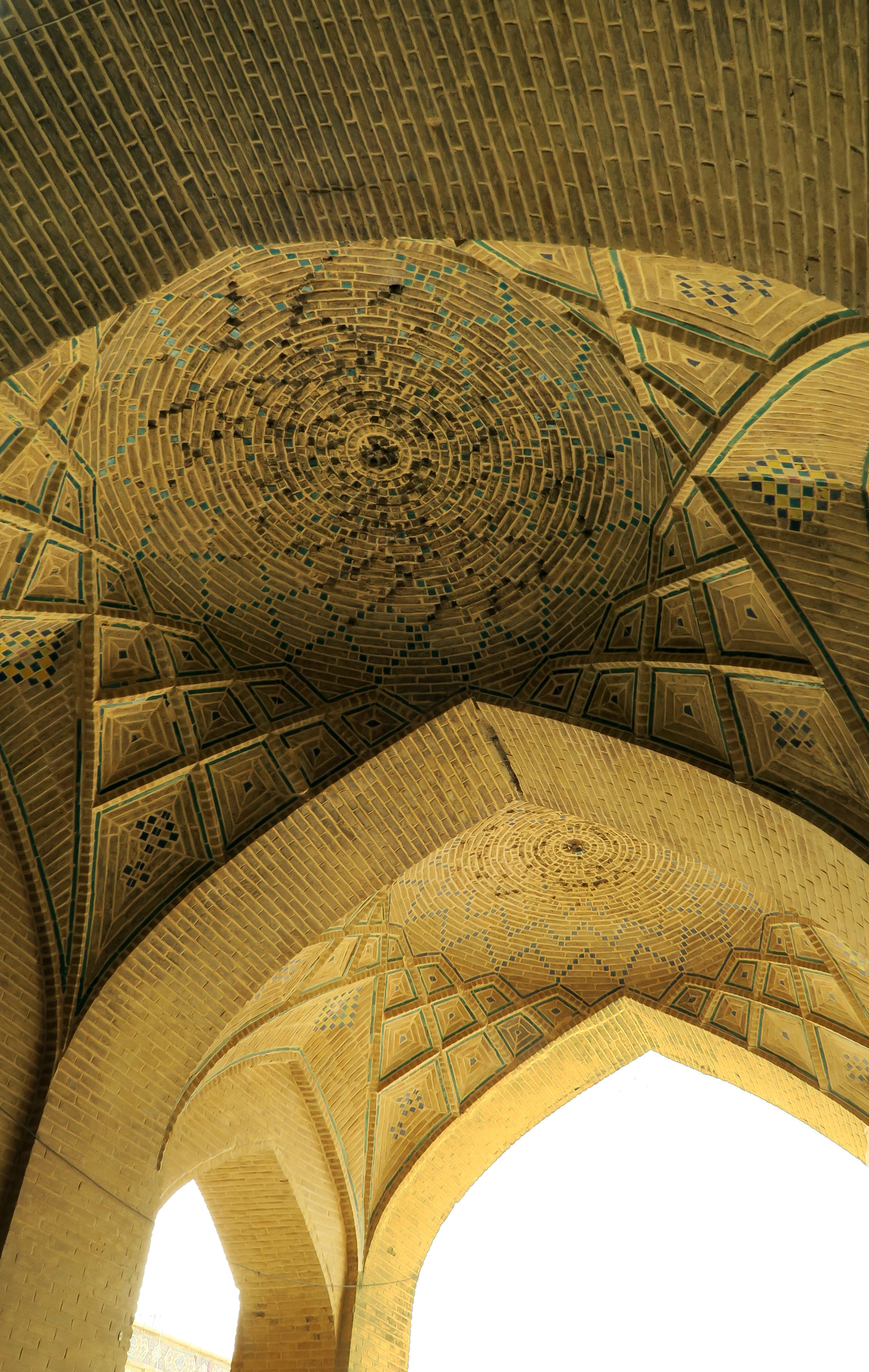
طاق به روش کلنبو با گوشه‌سازی به روش کاربندی، مسجد وکیل، شیراز

طاق و با روش نویسش جدیدتر، تاق، که واژه‌ای عربی‌نویس شده از تاک فارسی میانه است، نوعی سقف چفدی (قوسی) با چفد برون سو –کوژ– است؛ که برای انتقال وزن بار عمودی به تکیه‌گاه‌ها بر یک دهانه که فاصله میان دو تکیه‌گاه (دو دیوار یا دست‌کم چهار ستون باربر) است ساخته می‌شود. در یک تعریف ساده‌تر طاق از کنار هم آمدن چند چَفد که در یک راستا از دیوار یا ستون باربر تا به بلندترین نقطه طاق که کُلاله طاق است امتداد یافته‌اند پدید می‌آید. طاق در دیسه‌های گوناگون ساخته می‌شود که از نگاه چَفدی به سه ساختار هندسی: شلجمی (سهمی)، نیم‌دایره، و بیضوی تقسیم می‌شود؛ که چَفد آن گاه شکل تیزه‌دار و گاه شکل مازه‌دار به خود می‌گیرد. افزون بر این طاق در یک نگاه کلی هندسی همواره یا نیمه‌استوانه‌ای، یا کوژی (گنبدسان)، یا چلیپایی (تقاطعی)، یا زنجیروار دیده می‌شود. هنگامیکه طاق در شکل کوژی خود که پیرامون یک نقطه کانونی ست با خیز بسیار زیاد ساخته می‌شود گنبد پدید می‌آید. در واقع گنبد خود گونه‌ای طاق پیشرفته‌است؛ که بسیار گرد و برجسته ساخته شده و کارکِرد زیبایی شناختی و معماری ویژه‌ای پیدا کرده‌است. طاق و گنبد نوعی پوشش سقف اند که از آن‌ها به پوشش سَغ در برابر پوشش تخت که سقف بی چفد است نام برده می‌شود.

## پیشینه طاق

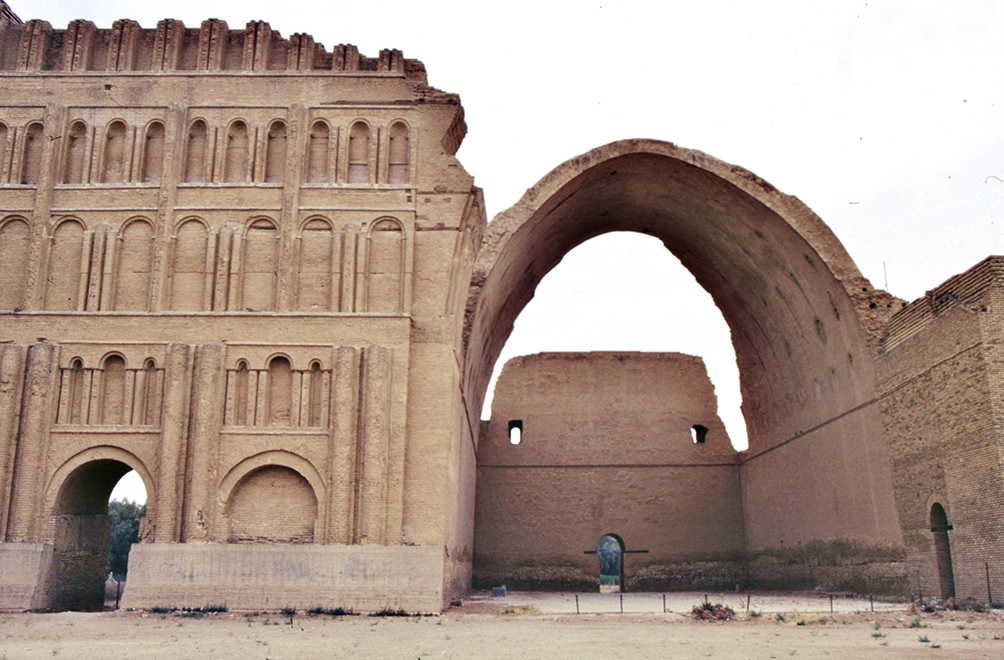
طاق مازه دار به شیوه آهنگ و با چفد هلوچین تُند در طاق کسری، دوره ساسانی شیوه ساسانی

قدمت طاق به دو هزار سال پیش از میلاد و به منطقه میان‌رودان بازمی‌گردد. با این حال مدت زمان طولانی ای گذشت تا در معماری سبک ساسانی و سبک‌های دوره اسلامی در ایران و معماری روم باستان و معماری گوتیک در سده‌های میانه (قرون وسطی) این سبک پوشش سقف به اوج شکوه و رونق خود برسد. این سبک که با نام شیوه «طاق و چفد» پشت به شیوه کهن و نخستین معماری، شیوه نعل و پایه دارد؛ چرخشگاهی بزرگ در تاریخ معماری جهان است. شیوه «نعل و پایه» از دوران پیش از تاریخ به مدت هزاران سال یگانه شیوه پوشش آسمانه بوده که سازه استون‌هنج یکی از نمونه‌های آن است. پیدایش شیوه «طاق و چفد» در واقع پاسخ نوآورانه به محدودیت هاییست که شیوه کهن «نعل و پایه» به آن‌ها دچار بود و در روند شتابان رو به گسترش شهرنشینی این محدودیت رفته رفته تنگناهایی را پیش پا می‌گذاشت. کاربرد تیرهای چوبی و کارگذاری آن‌ها بر روی دیوارها یا ستون‌های ساده گلی یا چوبی هرچند در ساخت سازه‌های روستایی آسانترین روش به نظر می‌رسد، اما آنگاه که هدف ساختن یک سازه بزرگ، تودرتو، و رفت و آمددار شهری باشد، شکوه اشرافیتش به کنار، کاربرد پالارهای (نعل یا تیرحمال) کوه‌پیکر سنگی و سپس فَرَسب‌های یک‌دست و متناسب بر روی آن‌ها بغرنج بزرگی را پیش پای رازیگر می‌نهد، گذشته ازینکه در همه جا نیز امکان دسترسی به تیرهای مناسب چوبی برای جایگزینی با پالارهای سنگی که تراش و جابجایی اشان خود بزرگ‌ترین مانع بود فراهم نبوده‌است؛ جدای ازینکه فرسب‌ها نیز خود نیاز به تنه‌های بلند و هم اندازه به تعداد زیاد برای هر سازه داشتند که نگه‌داری اشان در برابر «موریانه» خود بغرنجی دیگر بود. پیدایش نوآوری «طاق و چفد» دو امکان را با خود به ارمغان آورد: آ) پوشاندن دهانه‌های هرچه فراخ تر آن هم در دوردست‌ترین مکان‌ها، چه طاق به این روش با قالب‌های کوچک سنگ یا آجر ساخته می‌شود که جابجایی و کاربرد بسیار آسانتری تا تیرهای کوه‌پیکر سنگی یا کمیاب تر چوبی داشتند و با ساختار چفدی خود امکان پوشش دهانه‌هایی که نیاز به بزرگ‌ترین و سنگینترین نعل‌ها و فرسب‌ها داشت را به ساده‌ترین روش فراهم می‌آوردند و دیگر آنکه ب) زمینه را برای بالیدن و گسترش هرچه شتابان تر شهریگری و شهرنشینی بیش از پیش آماده کرد که نمونه‌های نخستین آن در تمدن‌های میان‌رودان و بخصوص تمدن ایلام هنوز به جای مانده‌است.
پیشینه طاق در ایران

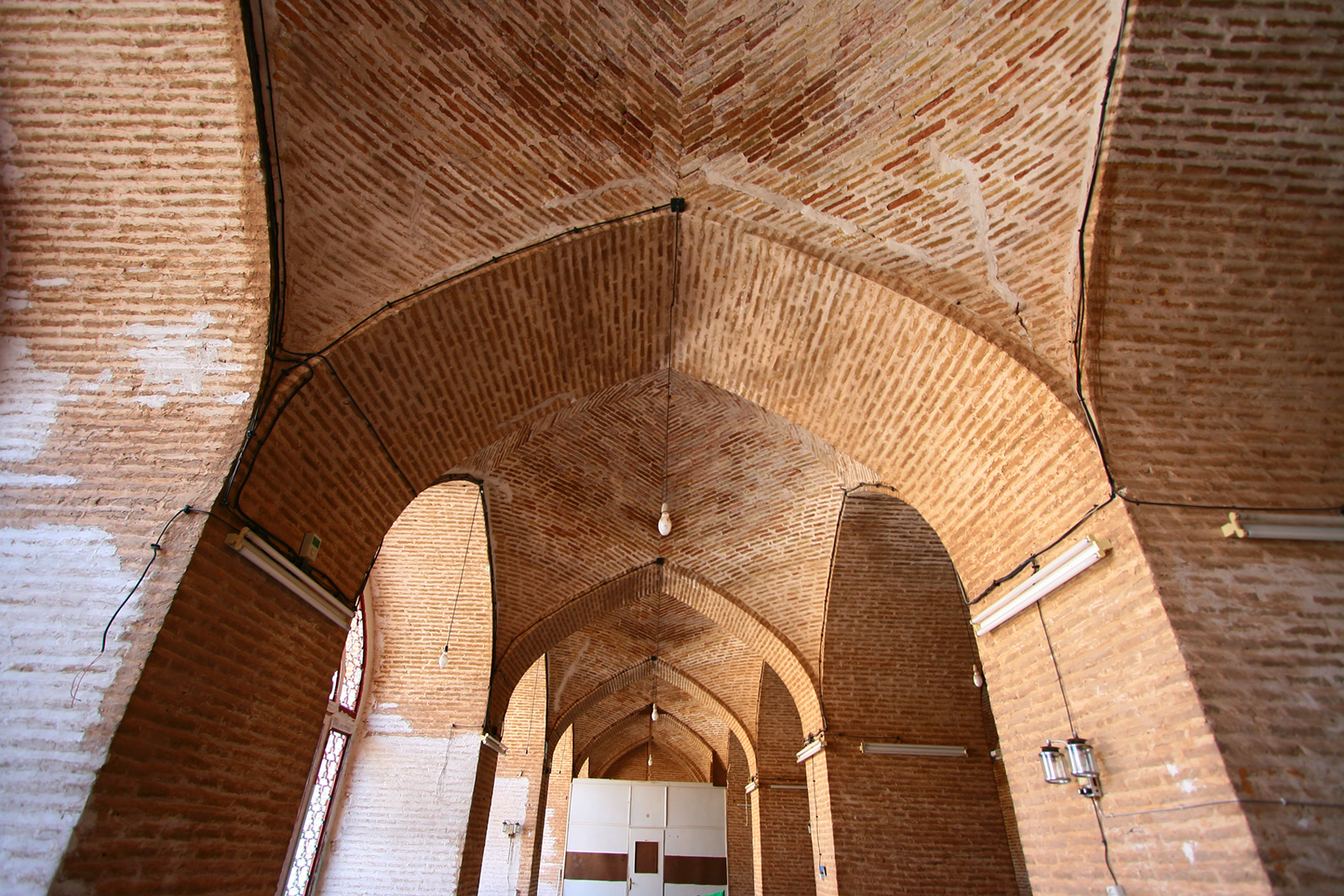
طاق شبستان اصلی مسجد جامع قم

اگرچه شناخته شده‌ترین سازه کهن ایران که «تخت جمشید» است با شیوه نعل-پایه برکشیده با این حال طاق و گُنبد که خود نوعی طاق است از سالیان بسیار دور در معماری ایرانی کاربرد داشته‌است؛ کهن‌ترین آن پرستشگاه چُغازنبیل است که به ۱۳۵۰ پیش از میلاد بازمی‌گردد. همچنین به تپه نوشیجان (دوران ماد)، سد درودزن (دوران هخامنشی) می‌توان برای نمونه‌هایی دیگر اشاره داشت. به‌طور کلی شیوه «طاق و چفد» در ایران با روی کار آمدن شیوه ساسانی در معماری ایرانی رواج یافت و پس از آن در شیوه‌های پسایند اسلامی روند چشمگیر خود به سوی رشد و کمال را ادامه داد. طاق در دوران پیش از اسلام در ایران بیشتر به صورت مازه‌دار پیاده می‌شده که سازه برجسته آن طاق کسری و کاخ اردشیر (دوران ساسانی) است، هرچند موارد تیزه‌دار یا جناغی به کار برده می‌شده‌است خصوصا اواسط تا اواخر دوره ساسانی تاق شکسته یا نوک تیز از اختراعات دوره ساسانی بود  ، دوره اوج کاربری طاق جناغی به دوران پس از اسلام بازمی‌گردد که از این میان طاق با چفد پنج اوهِفت آوازه و رواج فراگیری گرفت. طاق در معماری سنتی ایرانی همواره یکی از پاربُن‌های سازه بوده؛ که از نظر گستردگی در سازه‌های گوناگون از کاخ گرفته تا ارگ و دژ و خانه و بازار و کاروانسرا و گرمابه و پل و بند کاربرد داشته‌است.

## سازوکار طاق

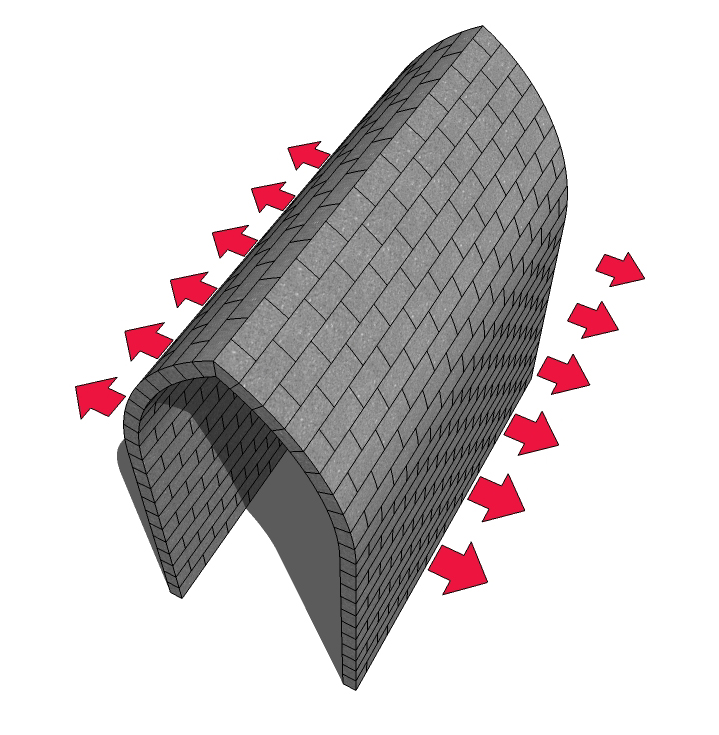
جهت نیروهای رانشی در یک "طاق آهنگ جناغی"، نیروها در دو سوی مخالف فشار برونسو می‌آورند

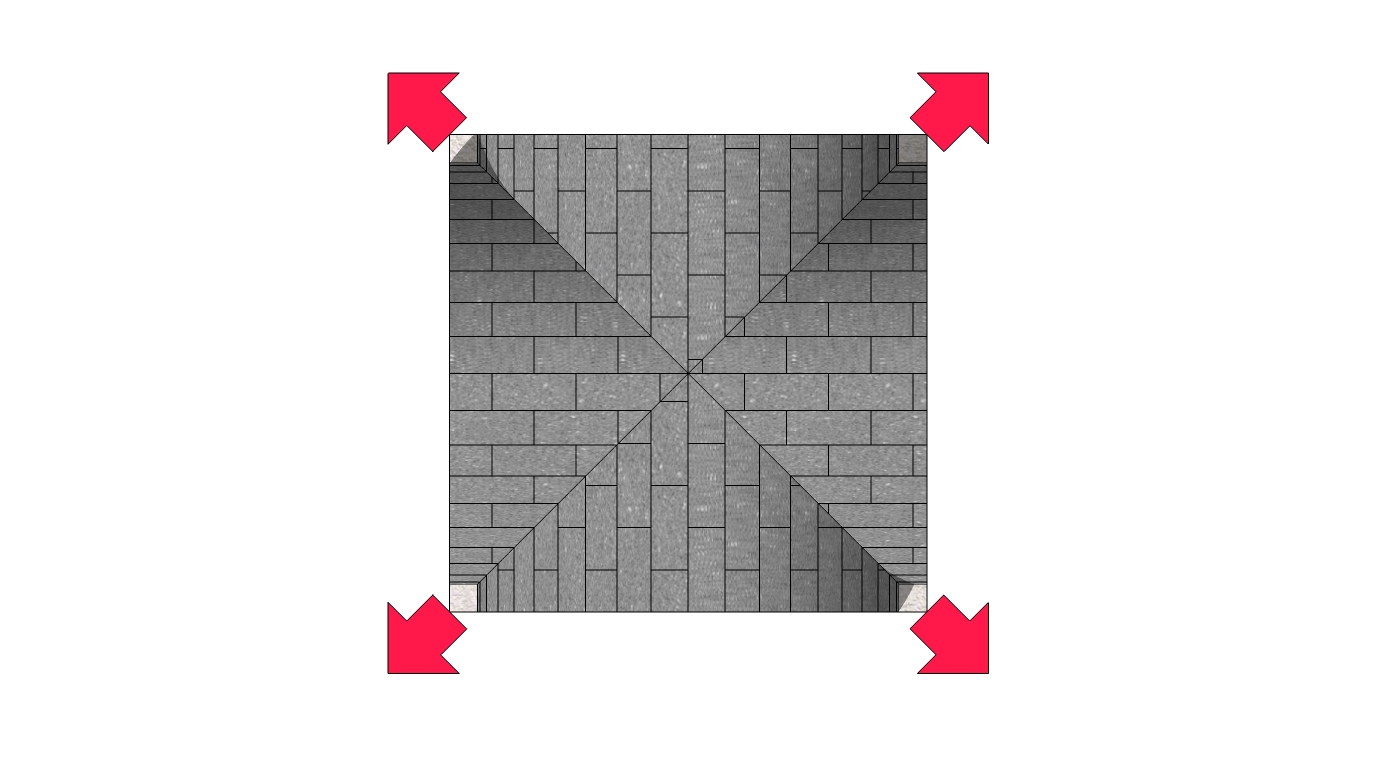
جهت نیروهای رانشی در یک "طاق تاژ "، نیروها در چهارسو تقسیم شده‌اند

از آنجا که بسیاری از مصالح ساختمانی قدیمی (مانند سنگ و آجر) به رغم تاوش (مقاومت) مناسب در برابر تنش فشاری، توانایی کمی برای تحمل تنش کششی دارند، طرح چفدی (قوسی) شکل طاق می‌توانست بسیار مفید واقع شود. در یک طاق، بخش بسیار زیادی از بار عمودی فاقد لنگر خمشی بوده و بنابراین هیچ عضوی از طاق، تحت تنش کششی قرار نخواهد گرفت. با این حال آنچه دربارهٔ طاق‌ها ممکن است موجب بغرنج شود تغییر تنش کششی به تنش برآمده از نیروهای رانشی ست. این نیروی رانشی که همواره در راستای افق و به سمت بیرون فشار وارد می‌کند در دو سوی طاق جایی که طاق روی دیوارهای تکیه‌گاه خود می‌نشیند به اوج می‌رسد که این بغرنج در چَفدهای بزرگ می‌تواند شکاننده باشد. این بغرنج با دو روش به خوبی چاره‌اندیشی شده‌است:
1. افزودن بر خمیدگی چَفد (افراشتن هرچه بیشتر خیز طاق): این روش راهکاری کارامد برای کاستن و حتی واانداختن (حذف) کامل نیروی رانشی شمرده می‌شود. از آنجا که با افراشته تر شدن خیز طاق و خمیدگی بیشتر چفد، نیروهای رانشی افقی رفته رفته جای خود را به نیروهای فشاری عمودی می‌دهند تیز کردن هرچه بیشتر طاق به پایداری هرچه استوارتر آن در برابر تنش‌های رانشی در راستای افق خواهد انجامید. با این همه این روش با محدودیت‌هایی روبرو ست و آن افزوده شدن بر وزن سازه به خاطر افراشته‌تر شدن طاق است که خود فشار فزاینده‌ای را ممکن است بر کل سازه سربار کند. هرچند برای این بغرنج نیز چاره اندیشیده شده و آن کاستن از ستبرای تبره یا جرز طاق با هر رجی است که به سوی کلاله (نوک طاق) بالا می‌رود، چنان‌که با رسیدن طاق به واپسین رج‌ها ممکن است تبره تنها به اندازه نازکای باریکترین بخش یک آجر شود.[۶] محدودیت دیگری در بلندتر کردن طاق وجود دارد که فرای بحث‌های مهندسی سازه است و به زیبایی‌شناسی سازه و خوش‌نما بودن آن برمی‌گردد. این بحث به‌طور ویژه در معماری سنتی ایران زیر عنوان اصل مردم‌وار بودن سازه می‌گنجد که از دیرباز در معماری ایران بسیار محل توجه بوده‌است، چه سازه ایکه بیش از اندازه بلند شود ممکن است نامانوس بنماید و بینندگان و رهگذران را دچار پریشانی کند. شاید به همین خاطر بوده‌است که از طاق‌های با چفد بسیار بلند بیشتر در آب انبارها بهره گرفته می‌شده‌است گو اینکه نیمی از سازه آب انبار در درون زمین جای گرفته‌است و این از بلندا خودبخود می‌کاسته‌است.[۳]
2. افزودن بر ستبرای جرز: در این روش دیوارها که نقش تکیه‌گاه دارند ستبرتر ساخته می‌شوند که این به توان پایداری دیوار در برابر فشارهای رانشی طاق کمک شایان می‌کند. گفتنی ست این ستبرا خود بسته به نوع مصالح سازنده تغییر می‌کند که اندازه‌های آن در پیمون سنجش و گردآورده شده‌است. برای نمونه کمینه یک جرز برای یک دیوار آجری ۳۵ سانتیمتر (برابر با ۵ گره) و برای یک دیوار خشتی ۸۰ سانتیمتر (برابر با ۱۲ گره) است تا پایداری بایسته ایجاد شود. از این اندازه ستبرای جرز هر قدر از خمیدگی چفد کمتر شود و چفد به خط هموار نزدیک تر شود که پی خود افزایش نیروی رانشی دو بازوی طاق را به دنبال خواهد داشت باید برای جبران تنش به بار آمده به ستبرای جرز افزوده شود تا جاییکه پایداری دوباره برقرار شود.[۳] به این روش می‌توان طاق‌هایی با کمترین خمش چفد ساخت با این گوشزد که چفد در کمترین میزان خمش بیشترین نیروی رانشی را بر دیوارها زور می‌آورد و این نیروی فزاینده نیاز به جرز بسیار کلفتی برای مهار خود دارد. درست به همین دلیل است که از چفدهای کمتر خمیده که به اصطلاح «کَفته» خوانده می‌شوند (در برابر چفدهای با خمیدگی بالا که «تیز» خوانده می‌شوند) همواره در اشکوب‌ها که پوشش‌های طبقات پایین سازه هستند بهره برده می‌شد، چراکه بیشترین جرز در طبقات پایینی است. در ساخت پل‌ها و بندها نیز از آنجا که تکیه‌گاه کوه یا کمر است که کارکرد جرز را به بهترین شکلی دارند می‌توان از چفدهای با خمیدگی بسیار کم به خوبی بهره گرفت. هرچند این خمیدگی معمولاً از نسبت مشخصی تجاوز نمی‌کند چه نزدیک تر شدن چفد به خط صاف لرزش‌هایی در سازه به بار می‌آورد که ناخوشایند است. این لرزش‌ها در پوشش تخت به اوج می‌رسد که یکی از دلایل اقبال کمتر به پوشش‌های تخت در معماری ایرانی به رغم بهره‌گیری از تیرها و نعل‌های نیرومند برای استواری بیشتر همین ایراد لرزش بوده‌است.

از آنجا که طاق گذشته از تیزی یا کفته بودنش در تکیه‌گاه خود که محل دوسیدنش روی دیوار است با فشاری معین از وزن خود روبرو است ازینرو می‌باید با ستبرای مناسبی که وزن را بتواند تاب بیاورد همراه شود. این ستبرا که تَبَره خوانده می‌شود در بخش دوسش طاق به دیوار که پاکار خوانده می‌شود اندازه‌ای پیمون شده دارد. این اندازه نسبتی با دهانه سازه برقرار می‌کند که در پیمون کمترین آن {\displaystyle {\tfrac {1}{16}}} (یک شانزدهم) است. به این معنا که هرچه دهانه است تَبَره باید دست کم «یک شانزدهم» آن باشد. برای نمونه می‌توان به گنبد سلطانیه اشاره کرد؛ دهانه آن ۲۴ گز است که با این حساب جرز دیوارها ۱/۵ گز گرفته شده‌است. گفتنی ست این نسبت در جایی ست که طاق با پاراستی همراه باشد. وگرنه در طاق‌هاییکه پاراستی ندارند مانند طاق‌های مازه‌دار کفته، تبره به دلیل چفدی که زاویه کمی از تراز افق دارد با فشار گرانشی فروریزنده‌ای همراه است که این بغرنج ایجاب می‌کند طاق با ستبرای کمتری در تبره همراه باشد تا هرچه بیشتر سبک شود. هرچند بر ستبرای جرز که نقطه فشار طاق است می‌باید افزوده شود تا نیروی رانشی فزاینده بهتر مهار شود.
گاه در برخی سازه‌ها به خاطر عدم پیاده‌سازی درست و دقیق پیمون در برقراری تناسب نیکو میان ستبرای تبره و اندازه دهانه و خیز طاق شکست‌هایی در طاق ایجاد می‌شده که برخی معماران را به فکر استفاده از روشی دیگر برای ایجاد پایداری انداخته‌است. یکی از این روش‌ها کار گذاشتن یک عضو کششی مانند یک تیر چوبی یا آهنی در پائین‌ترین بخش چَفد در فاصله میان دو پاکار است. با این همه این روش نوعی نقص در پیاده‌سازی کامل تناسب نیکوست. این تناسب‌های نیکو در پیمون معماری سنتی ایران سخته و آموده گردآورده شده‌است.
بارگذاری

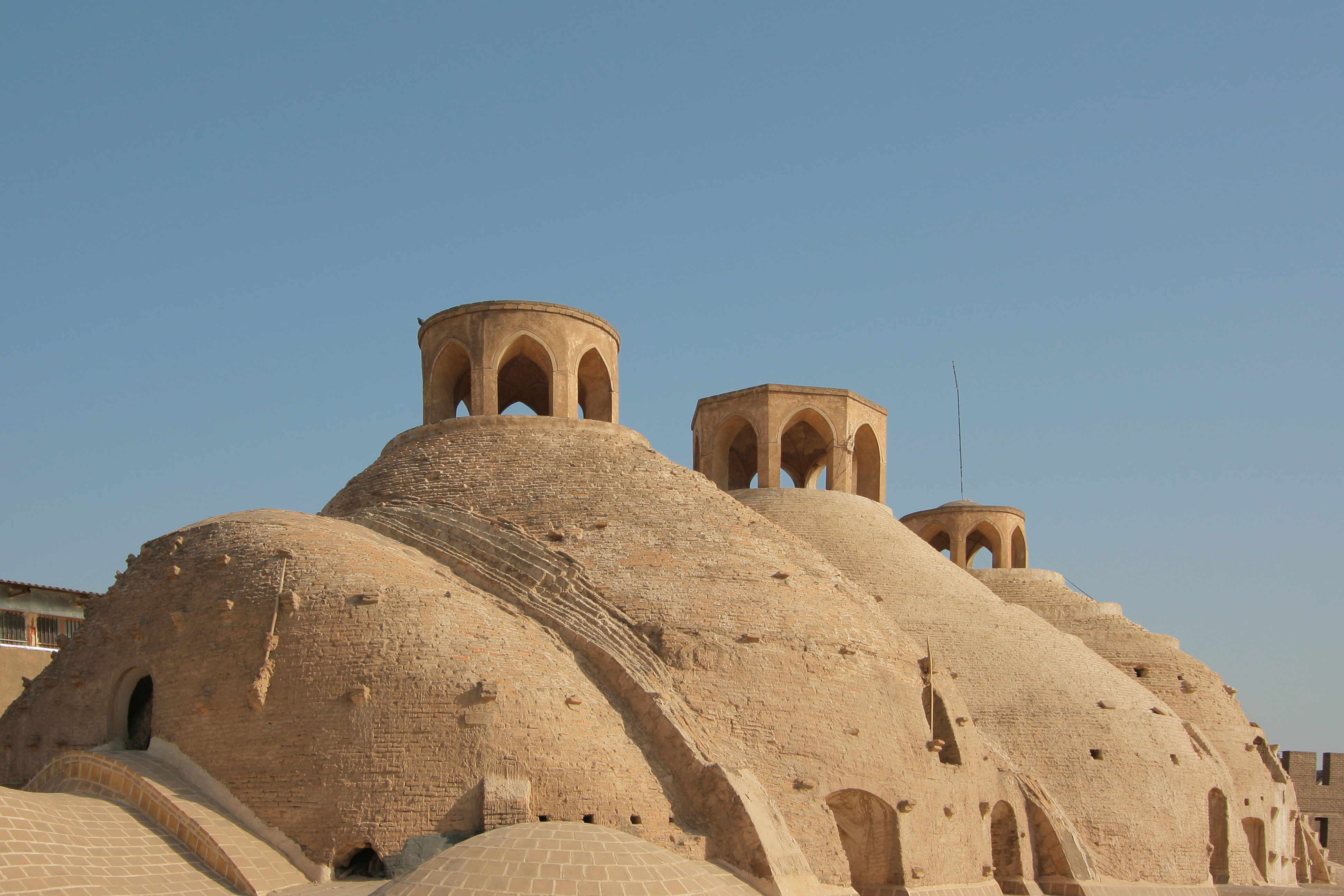
نمای پشت بام، از طاق تیمچه قم مربوط به دوره قاجار

طاق از نگاه بارگذاری به دو دسته باربر و ناباربر تقسیم می‌شود. طاق‌های باربر خود به دو دسته طاق‌های باربر «چَفدپایه» و طاق‌های باربر «جِرزپایه» تقسیم می‌پذیرند، به‌این معنا که پایداری در دسته نخست با روش خمش زیاد چفد به دست می‌آید و در دسته دوم با افزودن بر ستبرای جرز. از آنجا که طاق‌های باربر چَفدپایه همواره با خیز بیشتری همراه هستند خواه ناخواه افراشته تر و بلندتر هستند. خیز نسبت اندازهٔ دهانه‌ی یک طاق به افراز آن است. هرچه عدد مربوط به خیز بیش‌تر باشد مؤلفهٔ افقی نیرو کوچک‌تر شده و پوشش سقف نیرومندتر و سازه پایدارتر می‌گردد. از نگاه هندسی طاق‌های باربر «چَفدپایه» همواره شَلجمی (بیضی ایستاده) اند که در کمترین خیز نزدیکترین حالت را به دایره پیدا می‌کنند ولی دست کم در معماری ایرانی هیچگاه دایره کامل نمی‌شوند. طاق‌های باربری که «جِرزپایه» اند از شلجمی به بیضوی (بیضی خوابیده) تغییر شکل می‌دهند که از کسری کمتر از نیم دایره آغاز شده و تا کَفته‌ترین حالت که خمیدگی می‌رود تخت شود پیش می‌روند؛ هر یک از این ریختارها چفدی به دست می‌دهد که بسته به نیاز طاقی ست که هرچه بهتر خورند سازه است.
طاق‌های نابابر همانگونه که از نامشان پیداست هیچگونه کارایی باربری ای ندارند و صرفاً برای پدیدآوردن یک پوشش ساخته می‌شوند که بیشتر جنبه آمودی در سازه دارد. این طاق‌های آمودی برای هرچه سبک‌تر شدن بسیار نازک و معمولاً با خیز کم ساخته می‌شوند. گو اینکه خیز کم کمک می‌کند پوشش کمتر مصالح ببرد و سبک‌تر شود وانگهی پوشش آمودی می‌تواند بسته به نیاز با خیز بیشتر نیز ساخته شود. این خیز از آنجا که هیچ جنبه باربری ای ندارد یکسره با سلیقه معمار و چه بسا رازیگر (بنا) شکل می‌گیرد.
طاق‌ها جدای از ویژگی‌های باربری و ناباربری با توجه به اندازهٔ خیزشان معمولاً به چهار دسته تیز، تُند، کُند، و کَفته تقسیم می‌شوند که به ترتیب از تیز به کَفته خیز کمتر، نیروی رانشی بیشتر و در نتیجه توان و پایداری کمتر و کمتر می‌شود. نسبت افراز به دهانه در چفد طاق‌های باربر به این ترتیب است: تیز ={\displaystyle {\tfrac {4}{3}}}، تُند=برابر، و کُند={\displaystyle {\tfrac {1}{2}}}. طاق‌های ناباربر به همان دلیل ناباربری بیشتر کارکرد آمود در سازه پیدا کرده و ازینرو خیز آن‌ها با تنوع بیشتری همراه می‌شود که لزوماً با بایدهای نسبت افراز به دهانه همراه نیستند. هرچند برای آن‌ها نیز پیمون موجود است.

## گونه‌شناسی طاق

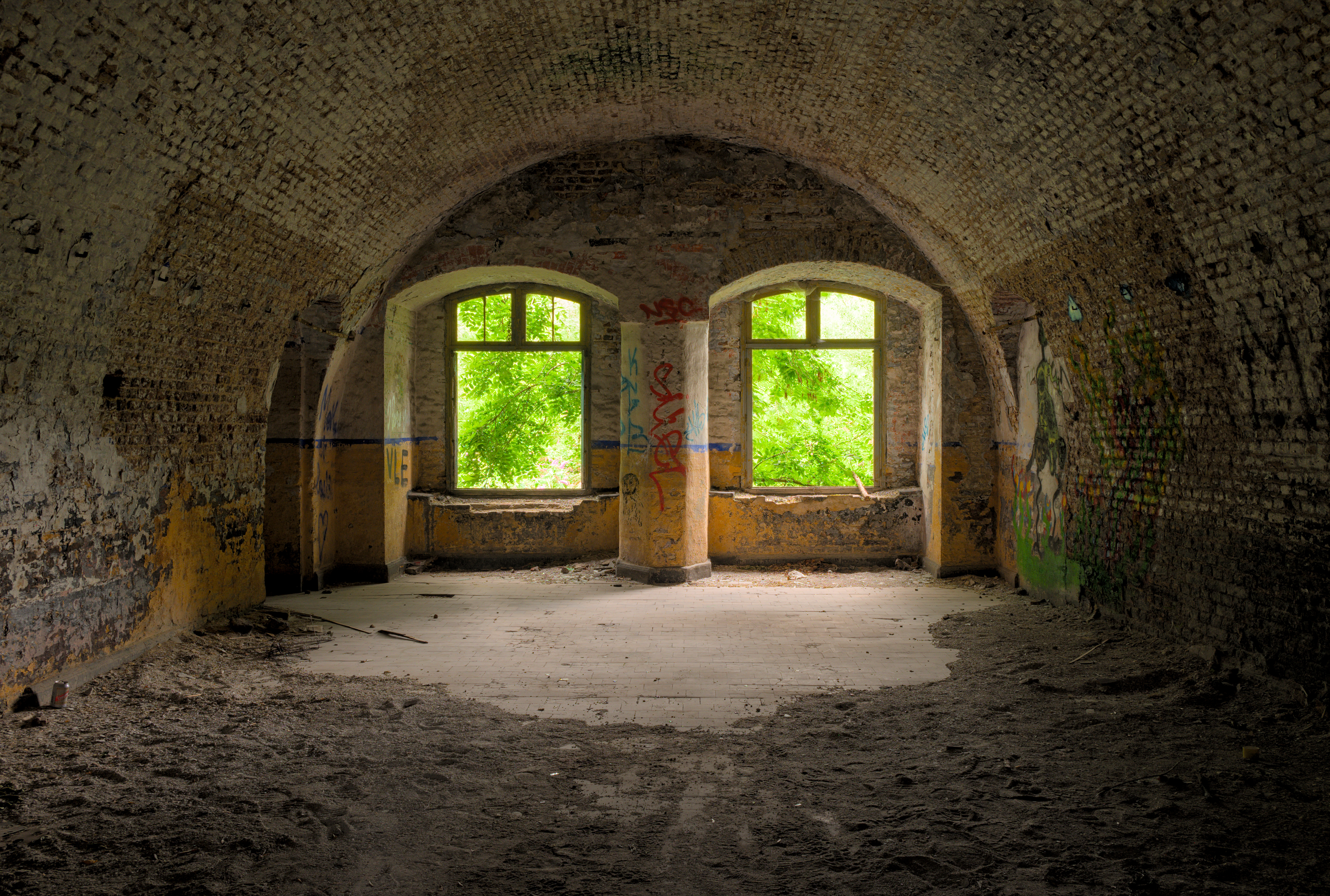
نگاره‌ای از اتاقی آجری با طاق بشکه‌ای در قلعهٔ دِ لا شارتروس (en) در لیژ، بلژیک.

طاق‌ها همواره در تاریخ معماری با دو ریخت کلی چَفد (قوس) تیزه‌دار و مازه‌دار وجود داشته‌اند. ریختارهای دیگر معمولاً ترکیبی از این دو ریختار کلی است. در ایران غالباً طاق‌های پیشااسلامی مازه‌دار و در اواخر تیزه دار یا شکسته و طاق‌های دورهٔ اسلامی تیزه دار بوده‌اند ولیکن ظهور و خلق  طاق نوک تیز مربوط به زمان  پیش از اسلام در  معماری ساسانی بود. با این همه جدای از این دو ریخت کلی، طاق‌ها چه از نظر ساختار و چه از نظر بافتار (شیوه آجرچینی) به گونه‌های فراوانی تقسیم می‌شده‌اند. ترکیب مناسب ساختار و بافتار بهترین تاق را متناسب با هدف کاری به دست می‌داده‌است. گاه چند ساختار و چند بافتار با هم ترکیب می‌شوند که پیچیده‌ترین سازه را متناسب با نیاز فراهم می‌آورند. این ترکیب‌ها و همکردی‌ها در طول تاریخ همواره پیشرفت کرده‌است که اوج آن را در سبک سلجوقی، ایلخانی، آذری و اصفهان می‌توانیم بیابیم
طاق‌ها از نگاه ساختاری
منظور از ساختار در طاق، چارچوب کلی آن است که فرای اینکه چه چفدی یا چه شیوه آجرچینی در آن پیاده شده باشد در یک ساختار کلی آشکار می‌شود. این ساختارها ازین قرارند:
- طاق آهنگ. گهواره‌ای یا لوله‌ای نیز خوانده می‌شود. یکی از ساده‌ترین و هم‌زمان پرکاربردترین طاق‌ها در ایران است. این طاق با چینش یکنواخت آجر یا خشت در راستای دو دیوار باربر و به شکل ظاهری نیمه استوانه به صورت تیزه‌دار یا مازه‌دار ساخته می‌شود. این طاق معمولاً به صورت ضربی (پُر) اجرا می‌شود
- طاق کُلَنبو. طاقی بسیار پرکاربرد و استوار که بیشتر برای مناطقی که بیم زمین‌لرزه می‌رود ساخته می‌شود. این طاق به گنبدکی کوچک می‌ماند که از چهار سو روی دیوار تکیه دارد و به همین دلیل می‌تواند روی دیوارهای با جرز کمتری سوار شود. این تاق را به سه روش ۱ تویزه‌ای، ۲ دُمغازه‌ای، ۳ کاربندی پیاده می‌کنند
- طاق تاژ. چهارطاق هم گفته می‌شود. این طاق همانند کلمبو بر چهار دیوار بنا می‌شود با این ویژگی که به سادگی می‌توان روی آن را تخت کرده و اشکوب (طبقه) دیگری رویش بنا کرد
- طاق و تویزه. طاق و لنگه، طاق و باریکه، و طاق و چشمه نیز خوانده می‌شود. این طاق با ساخت تویزه‌های گچی بر روی زمین و سپس بارگذاری آن‌ها و اجرای طاق‌ها متناسب با الگوی تویزه‌ها انجام می‌شود. ویژگی طاق و تویزه سرعت بالای اجرای طاق است. همچنین در پوشش‌های ضربی تویزه‌ها می‌توانند جایگزین مناسبی برای دیوار بسیار بلند و جِرز خور اِسپَر برای تکیه پوشش ضربی شوند که خود صرفه جویی مناسبی در ساختمایه‌ها ایجاد می‌کند. این طاق با دو روش خوانچه پوش و کژاوه اجرا می‌شود. از طاق و تویزه در ساخت بازارها فراوان بهره برده شده‌است.
- طاق تاوه. طاقی بسیار کم خیز که به خاطر نیروی رانشی افقی بالا بیشتر در ساخت اشکوب‌های پایینی که جرز دیوار به اندازه بسنده برای تاوش نیروی رانشی استواری دارد کارایی می‌یابد. برتری این طاق در خیز بسیار کم است که با وجود آن برای هموار کردن رویه طاق نیاز بسیار کمتری به سنگ و خاک است. ازینرو در جلوگیری از سنگینتر شدن بیش از اندازه سازه بهره‌گیری از آن ناگزیر است.
- طاق پانیذ. دسته زنبیلی هم گفته می‌شود. این طاق در کناره‌های خود قدری گرد می‌شود که شکل دسته پیدا می‌کند. این طاق شاید کم خیزترین و به بیانی دیگر نزدیکترین طاق به پوشش تخت باشد، ازینرو همواره به مانند طاق تاوه در نقاطی از سازه به کار می‌رود که جرزها توان تاوش نیروی رانشی بسیار آن را به علت خیز کم‌اش دارا باشند. برای نمونه اشکوب‌های پایینی سازه.[۳]

طاق‌ها از نگاه بافتاری
منظور از بافتار در طاق شیوه آجرچینی آن است که در نهایت یک بافت مشخص از چینش را پدیدمی‌آورد. این بافتارها از این قرارند:

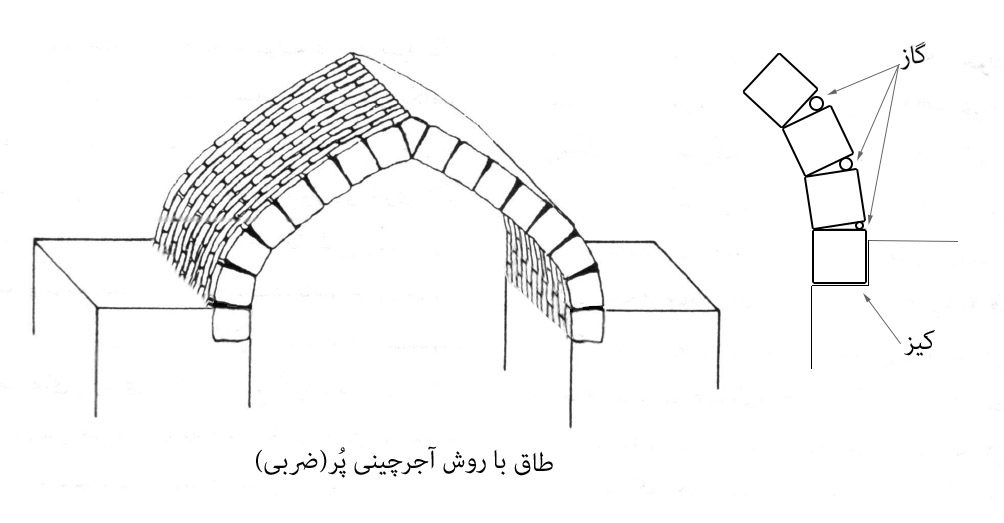
طاق با روش آجرچینی پُر یا زخم (ضربی)، این روش که یکی از نیرومندترین طاق‌ها را به دست می‌دهد همیشه با یک کیز همراه است. کیز تورفتگی ای در جرز دیوار در بخش پاکار طاق است که نقش تکیه‌گاه را برای طاق دارد

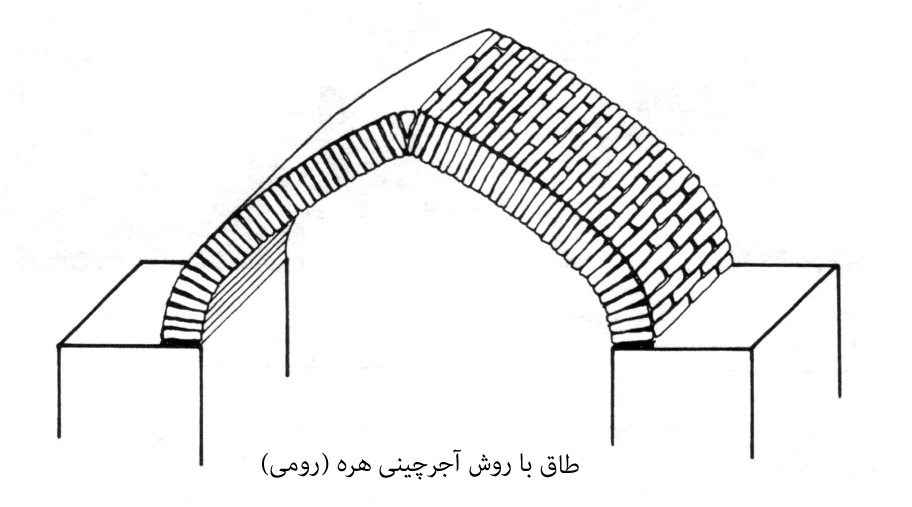
طاق با روش آجرچینی هره (رومی)، این روش یکی از استوارترین طاق‌ها را به دست می‌دهد به همین دلیل از این روش برای پوشش دهانه‌های وسیع بهره برده می‌شود. در این روش چون طاق هم‌راستای دیوار بالا می‌آید برخلاف شیوه پُر نیاز به کیز نیست

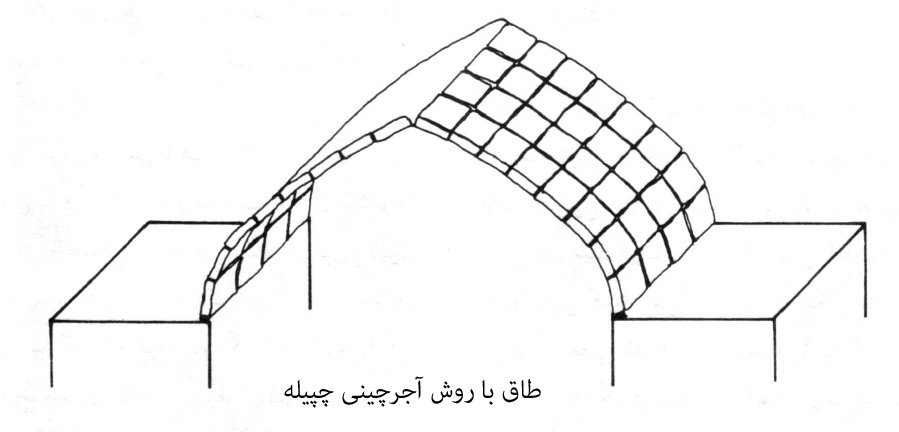
طاق به روش آجرچینی چپیله (لاپوش)، در این روش به دلیل اینکه آجرها سطح تماس بسیار کمی با هم دارند طاق بسیار نازک و ضعیف می‌شود. ازینرو از این طاق برای پوشش دهانه‌های تنگ یا طاق‌های ناباربر بهره گرفته می‌شود

- ضربی زخم یا پُر. در این شیوه آجر یا خشت از پهلو که پهن‌ترین بخش است به یکدیگر می‌چسبد؛ حالت چینش آجر یا خشت به شکل «نَر» (پهنا ایستاده) است. از آنجا که در این شیوه محل چسبیدن رج‌ها که پهنای آجر یا خشت است عمودیست و به اصطلاح رج‌ها «هَج» (عمود) ایستاده‌اند، رج‌ها برای چسبیدن پهلو به پهلو به یکدیگر می‌باید به شکل افقی پیش بیایند. این‌گونه که تنها دو سر هر رج روی دیوار دو سوی دهانه قرار گرفته و آنگاه همان‌طور که از نام «ضربی» پیداست هر آجر یا خشت ملاط اندود با ضرب به پهلوی آجر رج پیشین چسبانده می‌شود. بدیهی است که در این روش رج نخست برای سرپا ماندن نیاز به تکیه‌گاهی جدای از دو دیوار دو سوی دهانه که تنها با دو سر رج تماس دارند دارد؛ این تکیه‌گاه یک عضو سومی است که برای پیاده کردن طاق ضربی ناگزیر است و آن یا دیواری دیگر به نام دیوار اِسپَر است که در شیوه طاق آهنگ با بافت ضربی کارایی دارد یا تویزه ایست که روی دهانه گذاشته یا ساخته می‌شود تا طاق ضربی بر آن تکیه دهد. این شکل را در شیوه طاق تویزه می‌توان یافت. با این همه در بافتار ضربی روش‌های دیگری هم هست که اگرچه در کلیت همانندند، اما جزئیات و ظرائفی متفاوت دارند. برای نمونه و به‌طور ویژه در طاق آهنگ به روش ضربی معمولاً استادکار رازیگر رج نخست را با اندکی میل به سمت دیوار اسپر و به حالت اُریب می‌چیند که در این صورت باقی رج‌ها نیز با همین زاویهٔ میل و اریب چیده شده و بافت در پایان اریب وار یکدست می‌شود. این کار را استادکار برای مهار کردن و توزین بهتر سنگینی بار رج‌ها و اینکه با کمتر کردن وزن آجر و خشت به هنگام چیدن فرصت بیشتری به ملاط داده شود تا خود را بگیرد انجام می‌دهد.[۸]

شیوه چینش ضربی یکی از نیرومندترین طاق‌ها را به دست می‌دهد و پیشینه‌ای به دیرینگی ۳۵۰۰ سال در ایران دارد گو اینکه جزو سبک‌های ویژه معماری ایرانی ست. از کهنترین سازه‌های به این شیوه می‌توان به ایوان کرخه و طاق کسری در دوره ساسانی اشاره کرد. سازه‌های دوره اسلامی به این سبک برای نمونه «ایوان‌های پیر بکران» لنجان، «مسجد جامع اشترجان» و «مسجد جامع علیشاه» تبریزاند.
- رومی یا هِره. در این شیوه آجر یا خشت همانند شیوه «ضربی» یا «پُر» از پهلو به یکدیگر می‌چسبد با این تفاوت که حالت چینش به شکل «پَخ» (نازکا ایستاده) است. از آنجا که در این شیوه پهنای آجر یا خشت خوابیده‌است، رج‌ها همراستا با دیوار دوسوی دهانه بالا می‌آیند. ازینرو در این سبک برخلاف روش ضربی نیازی به عضو سومی برای مهار رج نخست نیست. با این حال از آنجا که شیوه رومی تا هنگامی که طاق به کلاله خود که بلندترین بخش است نرسیده و سنگ کلاله گذاشته نشده به ویژه در طاق آهنگ با بیم شکست و فروریزش به درون از ناحیه شکرگاه به بعد روبروست به همین دلیل اجرای این بافتار دست کم در طاق آهنگ نیاز به داربست دارد که البته پس از نهادن کلاله برداشته می‌شود.

روش رومی استوارترین طاق را بدست می‌دهد که در برابر انواع تنش‌ها و همچنین لرزش‌های پهلویی به خوبی تاب می‌آورد. گو اینکه نام رومی خاستگاه روم را در این روش یاد می‌آورد و همانا اوج کاربرد آن در بناهای رومی بوده‌است که البته با روش آجر یا سنگ‌تراش خورده و گوه‌ای شده پیاده می‌شده با این همه پیشینه این روش را در پرستشگاه چغازنبیل (هزاره دوم پیش از میلاد) نیز آشکارا می‌توان سراغ گرفت. مسجد جامع اصفهان و بازار گنج‌علی خان از نمونه جاهایی ست که می‌توان این روش پرکاربرد را مشاهده کرد.
- چپیله در این روش درست برخلاف روش‌های رومی و ضربی که آجر یا خشت از پهلو که پهن‌ترین بخش است به هم می‌چسبید این بار از «کله» یا «لبه» کنار هم چسبانیده می‌شود. از آنجا که رج‌ها در این شیوه از لبه به هم می‌چسبند و به همین خاطر طاق نازک‌ترین بافت ممکن را به خود می‌گیرد در این بافتار نازکترین و خواه ناخواه ناتوان‌ترین پوشش به دست می‌آید که بیشتر به کار سقف‌های ناباربر و آمودی می‌آید. گاه برای نیرومندسازی این بافتار از روش پالانه کردن که چیدن چند لایه آجر روی آن است بهره می‌برند.
- هِره-پُر (رومی - ضربی) این بافتار از هم‌کردی «هره» با «پُر» به دست می‌آید و تنوع فراوانی در پیاده‌سازی دارد، گویی هر رازیگری نظر به تجربیات شخصی خود و فرهنگ منطقه خویش روش ویژه‌ای از هم‌آمیزی میان هره و پُر می‌تواند داشته باشد که گاه این بافتارها بسیار ویژه و منحصر به فرد می‌شوند. از برتری‌های این روش بهره‌مندی از ویژگی‌های هر دو روش رومی و ضربی است. هم‌کردی میان هره و پر به دو شکل کلی است: آ) هم‌نشسته تمایزپذیر؛ به این شکل که بخش‌های مشخصی از طاق هِره و بخش‌های مشخصی پُر زده شود. ساختار «طاق و تویزه» یکی از ساختارهاییست که می‌تواند به خوبی از این روش بهره ببرد؛ به این شکل که تویزه‌ها با بافت رومی و فضای میان تویزه‌ها با بافت ضربی پوشانده شود؛ پوشش ضربی که به تنهایی در برابر لرزش‌های پهلویی تاوش کمتری دارد در این روش از هر سو با تویزه‌ای رومی حمایت می‌شود که توانایی طاق را در برابر انواع تنش‌ها و لرزش‌ها به میزان زیادی بالا می‌برد. همچنین از آنجا که بافت ضربی بی‌نیاز به قالب داربست ساخته می‌شود که خود سرعت کار را بالا برده و در هر مکان دور و پرتی با کمترین امکانات از جمله قالب داربست اجرا شدنی است تویزه‌های رومی که می‌باید نقش تکیه‌گاه را داشته باشند این امکان را به بهترین شکلی برای اجرای طاق در همه جا فراهم می‌آورند، به این صورت که تویزه‌های رومی را روی تویزه‌های گچی فوری سوار کرده و می‌سازند سپس پوشش پر را اجرا می‌کنند، گو اینکه زدن پوشش پرروی همان قالب تویزه‌های گچی هم شدنی ست که در این صورت طاق فقط ضربی می‌شود. ب) روش دوم روش هم‌کردی «هره» و «پر» به صورت هم‌آمیخته اندام‌وار است. یکی از پوشش‌ها به این روش «طاق با لب بند رومی» است. از این روش در «طاق آهنگ» به خوبی می‌توان بهره گرفت. شیوه کار بدین صورت است که طاق از نقطه آغاز هرچند رج در میان با نوارهایی از رومی به پهنای یک رج ساخته می‌شود که بین این نوارها با چند رج ضربی پر می‌شود. در این حالت، به سبب محصور شدن مداوم رج‌های ضربی میان نوارهای رومی از دوسو، احتمال ریزش خشت‌ها یا آجرها، چه هنگام اجرا یا در اثر «سرسفت شدگی» پس از ساخت، به کمترین میزان می‌رسد. برتری این روش در جلوگیری از به اصطلاح «پرپرشدن» طاق است. چه از آنجا که سازه‌ها گاه بسته به نوع مصالح و آب و هوایشان مدتی پس از ساخته شدن دچار به اصطلاح «سَرسفتی» می‌شوند که آن خود موجب لَق شدن و فروافتادن آجر یا خشت می‌شود، این شیوه به بهترین شکلی جلوی این آسیب تدریجی را خواهد گرفت.

گفتنی ست روش «هره-پر» به علت نمای ناهمسازگونه اش (کنتراست) که جلوه زیبایی شناختی و هنری خوبی به سازه می‌دهد در آمود نیز کاربرد فراوانی می‌تواند داشته باشد.

## چَفدشناسی طاق

چفد مازه‌دار کَفته با خیز بسیار کم در پل ورسک

طاق پیوند در هم تنیده‌ای با قوس یا در اصطلاح فنی چَفد دارد، بر این پایه، طاق از آنجا که همواره پوششی سَغ (خمیده) است همواره ناگزیر از نوعی چَفد است. در تاریخ معماری چفدهای گوناگونی برای تاوش در برابر انواع فشارها و بارها نوآوری شده و تکامل یافته‌است که پیرو خود دیسه‌های متنوعی از طاق و گنبد را پدیدآورده است. در واقع ساخته شدن یک طاق برآیند همکردی و هم‌آمیزی سه مؤلفه ساختار، بافتار، و چَفد است. برای نمونه طاق می‌تواند از نگاه ساختاری آهنگ باشد، از نگاه بافتاری رومی باشد و از نگاه چفدی پنج‌اوهِفت باشد. چفدها به‌طور کلی به دو دسته اصلی و یک دسته همکردی تقسیم می‌شوند که از هر یک از آن‌ها جداگانه انواع گوناگونی برمی‌کشد. در معماری ایرانی از دیرباز برای رسم هرکدام از این چفدها از دو ابزار خاگار یا پرگار بهره برده می‌شده‌است هرچند ابزار اصلی به دلیل ساختار بیضوی چفدها همواره خاگار میخ و نخ بوده‌است و اگر از پرگار بهره گرفته می‌شد بیشتر به خاطر آمودی بودن یا ناباربری سقف بوده که دقت بسیار نمی‌خواست وگرنه هرگونه بهره‌گیری از پرگار به دلیل ناشی‌گری رازیگر (بنا) بوده‌است:
چَفدهای مازه‌دار
چفدهای مازه‌دار همواره یک‌نیمه بیضی اند که گاه ایستاده (شلجمی)، و گاه خوابیده (کَفته) رسم می‌شوند. شکل شلجمی، برای چفدهای باربر و شکل کفته برای چفدهای کمتر باربر یا ناباربر آمودی به کار می‌آید. این چفدها از این قرارند:
- چَفد بَستو یا تیز: این چَفد یک شلجمی (بیضی ایستاده) با فاصله کانونی بسیار زیاد است چنان‌که بیشترین خیز را در میان چفدها دارا است. خیز نسبت افراز یا بلندای چفد به دهانه (فاصله دو دیوار) است. این نسبت در پیمون نسبت فاصله کانونی یک بیضی ایستاده به دهانه در نظر گرفته می‌شود که در چفدهای بستو همواره {\displaystyle {\tfrac {4}{3}}} است. بدین معنا که فاصله دو دیوار دو سوی دهانه اگر ۳ باشد فاصله کانون‌های بیضی ۴ گرفته می‌شود که خیز بالایی به دست می‌دهد. این چفد به همین دلیل بیشترین توانایی باربری را داراست و از آن در دهانه‌های بسیار فراخ بهره گرفته می‌شود مانند آب انبارها و پوشش داخلی برخی گنبدها.
- چَفد هلوچین تُند یا بیز تند: این چفد نیز از رسم یک شلجمی (بیضی ایستاده) به دست می‌آید با این تفاوت که خیز کمتری نسبت به بستو دارد؛ این‌گونه که فاصله کانونی بیضی به دهانه {\displaystyle {\tfrac {1}{1}}} است که برابر می‌شود. با این حال همچنان چفد باربر نیرومندی به‌شمار می‌رود که از آنجا که نسبت به بستو ارتفاع کمتری به سازه می‌دهد و به اصطلاح آن را مردم‌وارتر می‌کند، از دیرباز بیشترین کاربرد را تا چفد بستو داشته‌است. اوج رواج چفد مازه‌ای بیز تند در ایران به پیش از اسلام برمی‌گردد که نمونه برجسته آن چفد پرآوازه طاق کسری است.
- چَفد هلوچین کُند یا بیز کند: این چفد همچنان یک شلجمی است اما خیز آن کمترین در یک بیضی ایستاده‌است به‌طوری‌که بسیار به دایره می‌نماید. پیمون فاصله کانونی به دهانه در این چفد {\displaystyle {\tfrac {1}{2}}} است که فاصله کانونی نصف دهانه به‌دست می‌دهد. این چفد نیز همچنان باربر شمرده می‌شود هرچند توانایی باربری دهانه‌های بسیار بزرگ را آنچنان که بستو و بیز تند دارند ندارد.
- چَفد کَفته: این چفد یک بیضی خُفته است که به همین دلیل خیز بسیار کم و پیرو آن توانایی باربری بسیار کمی را دارا می‌باشد. از آنجا که در این چفد نیروی رانشی بسیار بالاست از آن در اشکوب‌های پایینی که جرز دیوار ستبرتر و خواه ناخواه توانمندتر است بهره گرفته می‌شود. در این چفد برای پیمون کردن مقدار خمیدگی طاق نسبت تازه‌ای داده می‌شود و آن فاصله هریک از دیوارها تا کانون کنار خود از بیضی خوابیده‌است. این نسبت از نزدیک‌ترین بیضی خوابیده به دایره که کمتر کفته‌است آغاز شده و تا کفته‌ترین ریختار آن ادامه می‌یابد. با این همه چند نسبت پرکاربرد در این چفد بیشتر دیده می‌شود؛ نسبت‌های {\displaystyle {\tfrac {1}{8}}}، و {\displaystyle {\tfrac {1}{10}}}، و {\displaystyle {\tfrac {1}{16}}}، و سرانجام {\displaystyle {\tfrac {1}{32}}}. طاق‌های شناخته شده‌ای که با این چفد ساخته می‌شوند طاق تاوه با نسبت {\displaystyle {\tfrac {1}{16}}} و طاق پانیذ است با این تفاوت که در رسم چفد پانیذ از دایره به جای بیضی بهره گرفته می‌شود. اساساً چفد پانیذ همواره با پرگار و با رسم دایره‌هایی چند کشیده می‌شود. گو اینکه بنیاد رسم در معماری ایرانی بر بیضی است و در معماری غربی بر دایره. در معماری غربی به این چفد (پانیذ) قوس دسته زنبیلی نیز گفته می‌شود.[۳][۱۲]
- چَفد چَمله: این چفد کارایی باربری نداشته و بیشتر در نعل درگاه‌ها از آن‌ها بهره گرفته می‌شود. این چفد بسیار نزدیک به نیم دایره است.
- چَفد جهازه یا پالانه: این چفد ناباربر است و از آنجا که خیز کمی داشته و به روش چپیله‌ای آجرچینی می‌شود بسیار باریک است. ازینرو معمولاً در دهانه‌های کوچک به عنوان محدوده‌ای انتقالی میان جرزها و سقف، اجرا می‌شود. این طاق در واقع به یک نعل‌درگاه آجری می‌ماند که از یک سو بار سقف را به جرزها منتقل نموده، و از سوی دیگر شرایط تکیه گاهی لازم را برای نشستن طاق مدور بر مجموعه راست گوشه زیرینش آماده می‌سازد، اجرای آن به این صورت است که نخست سازنده بر روی یک نعل‌درگاه چوبی، یا گاه نیز مستقیماً از میانه طول هرکدام از اضلاع چهار دیواری زیرین، اقدام به زدن طاق نمایی با چیدمان تیغه می‌نماید. پس از چند رج اولیه، چیدن این طاق به شکل «لاریز» ادامه یافته؛ با رسیدن به تراز موردنظر، اجرای طاق اصلی آغاز می‌گردد.[۳][۱۲][۱۳]

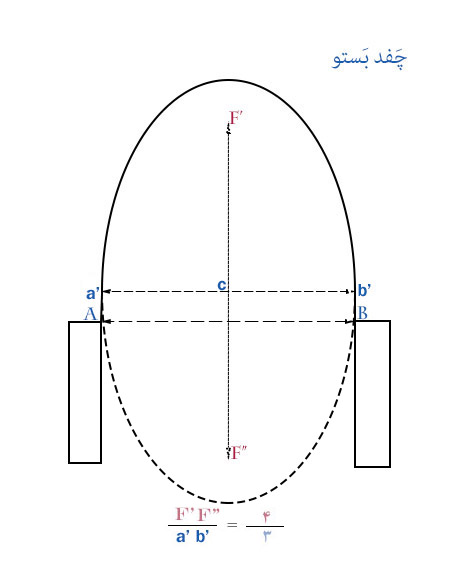
چفدِ بستو
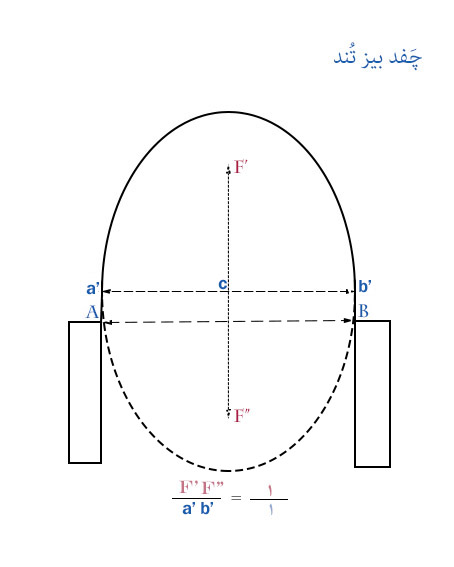
چفدِ بیزتُند
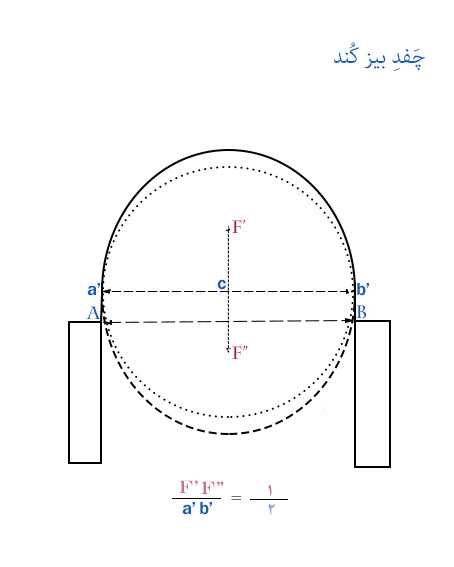
چفد بیزکُند
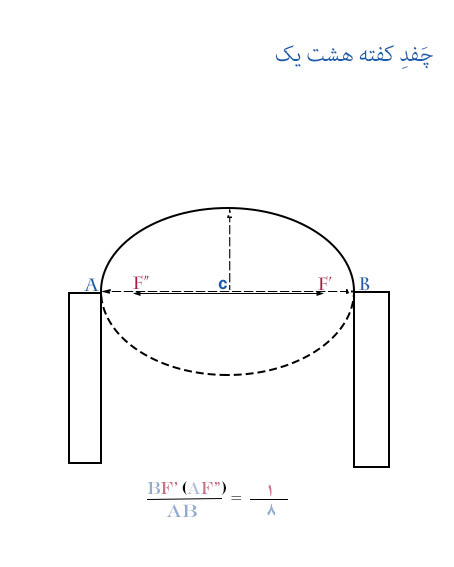
چفد کَفته هشت‌یک
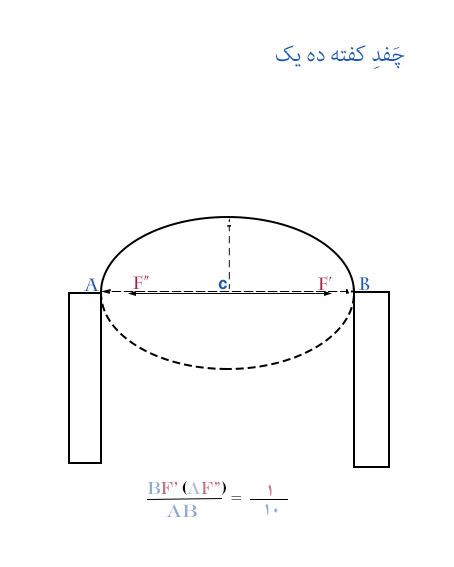
چفد کَفته ده‌یک
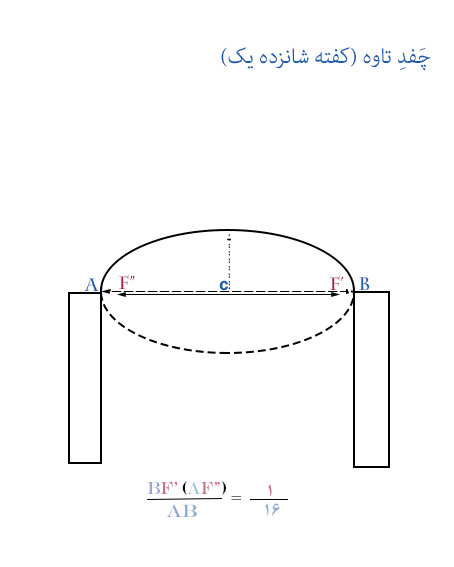
چفد تاوه
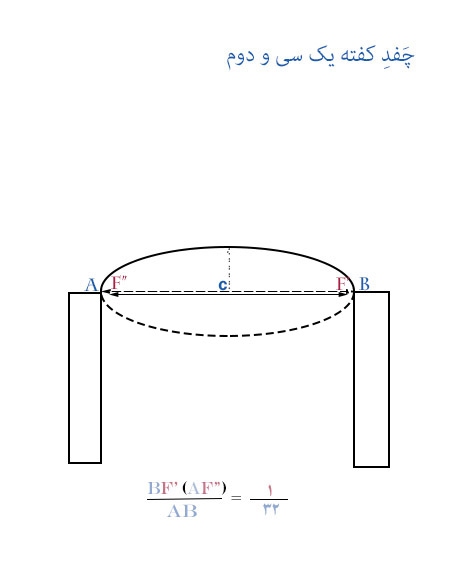
چفد کفته یک سی‌ودوم
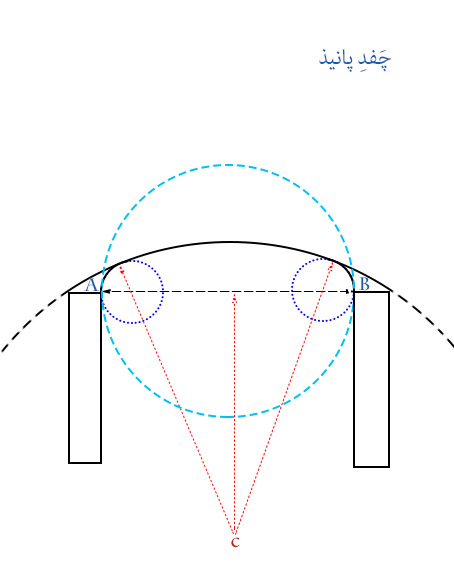
چفد پانیذ با بکارگیری دایره به جای بیضی

چَفدهای تیزه‌دار (جناغی)
چفدهای تیزه‌دار را که از برهم آمدن تقاطع وار دو بیضی ایستاده (سهمی) یا خوابیده (بیضوی) به دست می‌آید می‌توان دیسه و ساختار کمال یافته طاق با چفد مازه‌دار دانست، چه افزوده شدن یک بیضی دیگر در رسم چفد، ره‌یافت تجربه دراز هنگام معماران و رازیگران بوده‌است که از پی آزمون‌های بسیار در طول تاریخ معماری و دریافت دیداری و شهودی از سازوکار طاق رفته رفته به این نکته مهم پی بردند که با بکار بردن دو بیضی هم‌گسل می‌توان به طاق‌هایی به همان توانایی باربری طاق‌های مازه‌دار هم‌زمان با صرف مصالح کمتر دست یافت. در تاریخ معماری ایران به‌طور ویژه رواج و رونق چفدهای تیزه‌دار که بسیار زودتر از چفدهای تیزه‌دار گوتیک در معماری کلیسایی اروپا روی داد برآیندی بود که از رهگذر نگاه دراز مدت و اهمیت به دو نکته بنیادین در معماری: اصل صرفه جویی یا پرهیز از بیهودگی و اصل مردم‌واری به وقوع پیوست، چه ساخت طاق یا گنبد به روش تیزه‌ای جدای اینکه از بلندای بیش از اندازه بنا می‌کاهد و آن را هرچه مردم‌وارتر می‌سازد همچنین به این روش در میزان مصالح به کار رفته در ساخت سازه بسیار صرفه جویی می‌کند. چفدهای تیزه‌دار گو اینکه قدمتی دراز همپای چفدهای مازه‌دار دارند با این همه رواج آن‌ها در ایران درست در برهه‌ای روی داد که در پی تغییرات نوپدید دینی فرهنگی ساخت سازه‌های گنبدی و طاقی در شمار فراوان نیاز فراگیر زمانه شد، پیرو این نیاز پیش آمده که در تاریخ ایران با فرارسیدن اسلام و دگرگشت در نگرش معماری پرستشگاه‌ها به شکل گسترده‌ای پیدایش یافت بایسته بود که ساخت پرستشگاه‌ها و مکان‌های دینی با شالوده اجتماع گرای اسلام همخوانی یابد. بر این پایه معماری ساده و جمع وجور آتشکده‌ها که بیشتر بر نیایش فردی نظر داشت بن مایه ساخت مساجدی شد که می‌رفتند هرچه بزرگتر و پیچیده‌تر ساخته شوند تا ازین پس هرچه بهتر جنبه همگانی پرستش و نیایش را سامان دهند. ساخت مساجد در اندازه‌های بزرگ که به نسبت آتشکده‌ها در سطح گسترده‌تری از جغرافیا نیز ساخته می‌شد سازندگان را ناگزیر از به‌کارگیری میزان محدودتری از ساختمایه‌ها و مصالح کرد. می‌توان حدس زد که چفدهای تیزه‌دار که به بهترین شکلی به این نیاز روز پاسخ می‌گفتند دوره‌ای از شکوفایی را در این چرخشگاه آغاز کردند که از میانشان روش‌های شگرفی در دوره‌های پسین معماری ایرانی اسلامی برکشید.
- چَفد چمانه بیان یا سه و چهار: در این چفد پیمون افراز به دهانه {\displaystyle {\tfrac {4}{3}}} است، ازینرو این چفد خیز زیادی دارد و پیرو آن، طاق پیاده شده با این چفد از توانایی باربری خوبی برخوردار است. معمولاً برای رسم این چفد از رسم دو بیضی بهره گرفته می‌شود که با خاگار میخ و ریسمان این کار انجام می‌شود. نمونه این چفد را بیشتر در شیوه خراسانی و شیوه رازی می‌توان مشاهده کرد. ایوان بزرگ مسجد جامع یزد از سازه‌های معروف ساخته شده با این چفد است که به شیوه تاق آهنگ بنا شده‌است.
- چَفد سَروک: این چَفد نیز همانند چفد چمانه به خاطر خیز بلند از توانایی ایستایی و تاوش فراوانی بهره‌مند است. در این چفد نیز افراز بیشتر از دهانه است و از آنجا که چفد پس از پاکار مقداری به بیرون می‌آماسد و دوباره به درون برمی‌گردد (به اصطلاح آوگون دار است) برای همین این چفد می‌تواند گاه رخ خوبی به طاق یا گنبد برخی سازه‌ها بدهد. گنبد آن به سر بر روی گردن می‌ماند که در برخی سازه‌های امامزاده‌ای جلوه خوبی از بنا به دست می‌دهد. همچنین این ویژگی آوگون داری این چفد را برای ساخت دهانه خروجی آب‌بندها که هم‌زمان نیاز به پایداری فراوان هم دارد مناسب می‌سازد. نمونه کهن آن سد درودزن است که به دوره هخامنشی برمی‌گردد.
- چَفد پنج‌اوهِفت: این چفد یکی از پرآوازه‌ترین و خوشنام‌ترین چفد هاست که در شیوه اصفهان کاربرد آن به اوج می‌رسد. معنای لغوی آن پنج=روزن و اوهفت=اوهفتن (انباشتن) است که به معنای «روزن‌انباشت» می‌شود.[۱۴] متأسفانه نام آن به خاطر همانندی به پنج و هفت مبنای اشتباهات رایج فراوانی شده‌است که به همین خاطر برخی معماران این چفد را با همین تلقی با تناسب ۵ و ۷ و به روش ۴ پرگاری رسم می‌کرده‌اند که ناپیمون بود و معمولاً می‌شکست. روش درست رسم این چفد با ترسیم دو بیضی به وسیلهٔ خاگار میخ و ریسمان است. چفد پنج‌اوهفت تنوع فراوانی دارد و معمولاً با خیزهای گوناگونی رسم و پیاده می‌شود که در سه دسته کلی می‌گنجد: تند، کند، کَفته. پنج‌اوهفت کفته همانند دیگر تاق‌های کفته به خاطر خیز کم توان باربری ندارد و ازینرو در دهانه تنگ یا طاق‌هایی که جنبه آمودی دارند مانند کمرپوش‌ها اجرا می‌شوند. کمرپوش‌های زیبای مسجد عبدالخالق یزد از این نمونه هستند
- چَفد جناغی سه بخشی: این چفد ناباربر است و اجرای آن جنبه آمودی دارد. از این چفد در خانقاه شیخ علاءالدوله بیابانکی می‌توان یافت. این چفد به صورت تند و کند پیاده می‌شود
- چَفد شاخ‌بُزی: این چفد نیز ناباربر و آمودی است و همانند سه بخشی به صورت تند و کند پیاده شده و به خاطر زیبایی اشان در آمود سازه‌ها نقش گسترده‌ای دارند و معماران و استادکاران گاه با خیزهای متنوعی آن‌ها را پیاده می‌کنند.
- چَفد اژیو: این چفد نیز کاملاً آمودی و ناباربر است و بیشتر در سبک غربی رواج دارد. کاربرد آن در معماری ایرانی محدود است.
- چَفد شبدری: این چفد اگرچه باربر است ولی همواره در گنبد از آن بهره برده می‌شود. این چفد به‌طور ویژه در پوسته خارجی گنبد کارایی دارد و انواع تند و کند دارد. یکی از علل کاربرد خاص آن در گنبدها و نه در تاق‌ها به خاطر شکل دایره‌گون آن است که اجرای آن را در تاق با بغرنجی همراه می‌کند؛ ولی از آنجا که در گنبد از ابزار ویژه‌ای که می‌تواند ۳۶۰ درجه گردش کند بهره برده می‌شود پیاده کردنش با آسودگی همراه است.
- چَفد پاتوپا: این چفد نیز همانند شبدری کارایی انحصاری در پوسته بیرونی گنبد دارد و از آنجا که توان باربری اش کمتر از شبدری است در دهانه‌های تنگ‌تر استفاده می‌شود. نمونه برجسته آن در بقعه شیخ صفی الدین است. این چفد همسانی زیادی به شبدری دارد[۳]

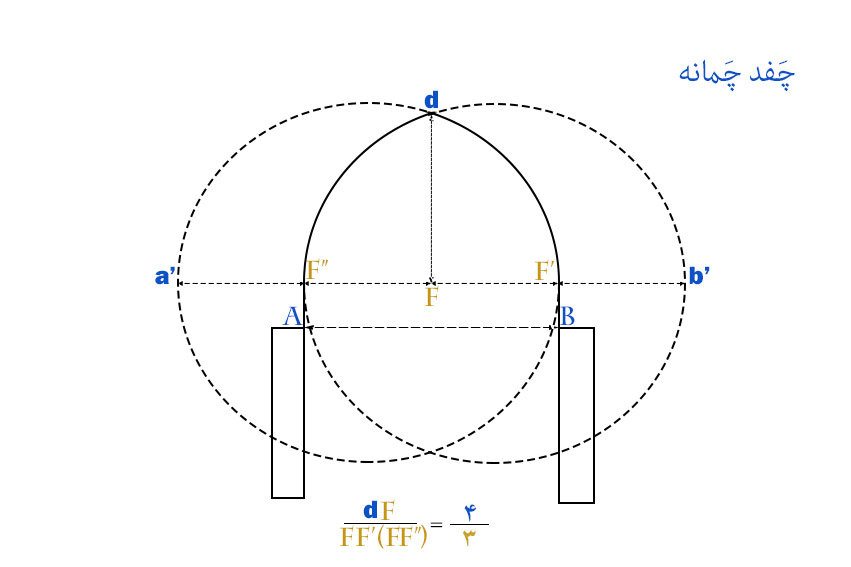
چَفد چَمانه
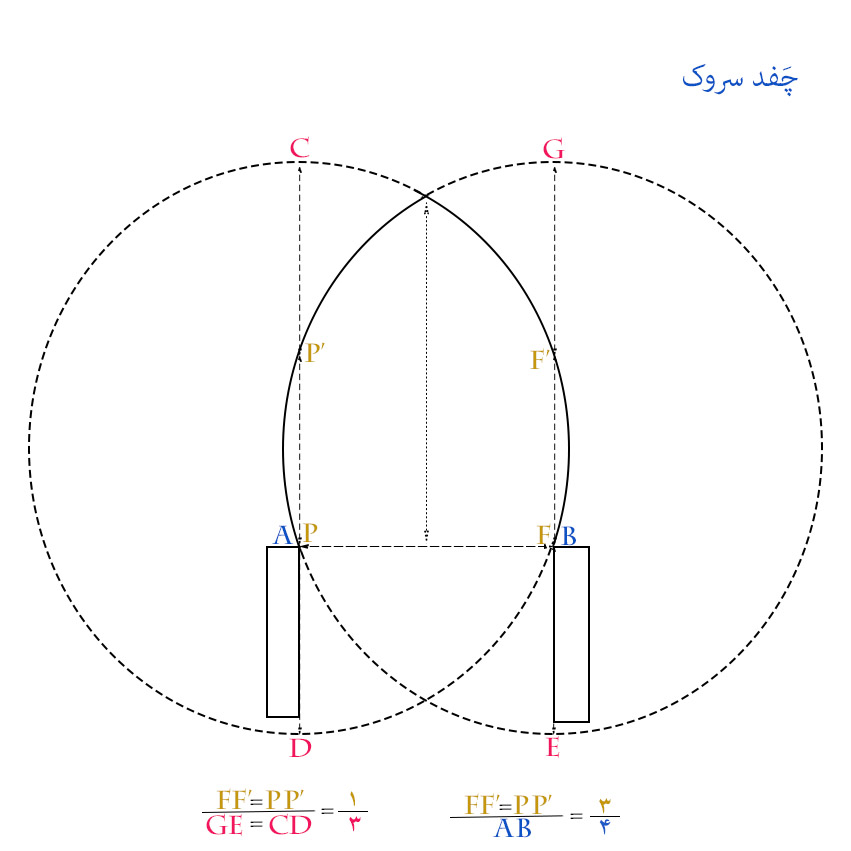
چَفد سروک
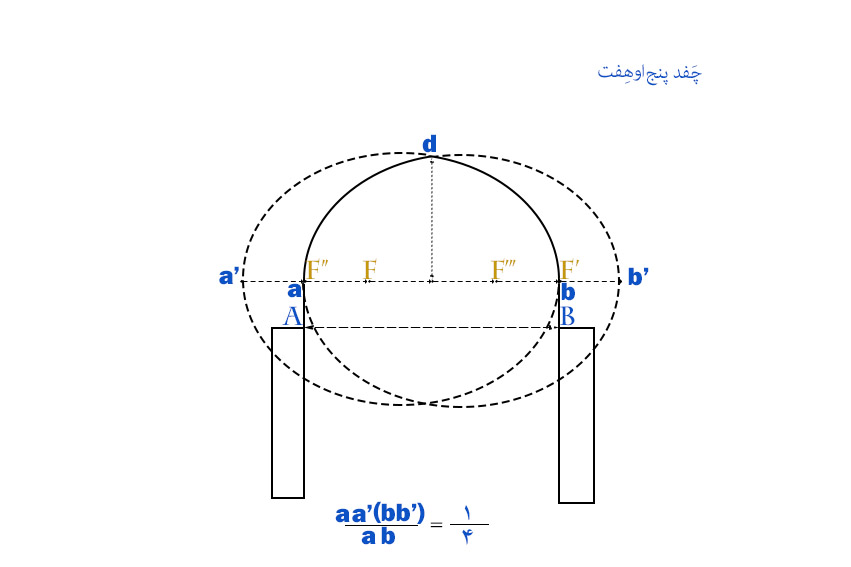
چَفد پَنج‌اوهِفت

چَفدهای کلیل (آمیزه تیزه‌دار و مازه‌دار)
شناخته شده‌ترین این نوع چفدها چَفد کلیل است که به شیوه‌های گوناگون در مناطق مختلف اجرا می‌شود. این چفد بیشتر کاربرد ناباربری داشته و ازینرو بیشترین کاربرد آن جنبه آمودی و تزیینی است. با این همه در سازه‌های گوناگونی به قصد باربری اجرا شده‌است که بیشترین آن را در شیوه پارتی و به نام شناخته شده کلیل پارتی یا «Arch Persian» می‌بینیم. از بهترین نمونه‌های اجرا شده آن در آتشکده آذرگشسب، آتشکده چارطاقی رباط سفید، آتشکده نیاسر و آتشکده بازه هور خراسان هنوز پابرجااند. چفد کلیل به دو شیوه پرگاری و خاگاری (بیضی با میخ و ریسمان) رسم می‌شود. وانگهی اگر کارکرد باربری منظور باشد باید با رسم بیضی پیاده شود.
- چَفد کَلیل آذری: این چفد به سبک تیزه‌ای آغاز شده و در محدوده نزدیک به ایوارگاه با بالا جَستن چفد به اندازه یک کلوک تاق با شکلی مازه‌دار که کند یا کفته‌است به پایان می‌رسد. این چفد اگرچه نام خود را از آذربایجان گرفته‌است ولی در همه نقاط ایران اجرا می‌شود. از نمونه‌های آن می‌توان در مسجد کبود تبریز و منارجنبان اصفهان مشاهده کرد.
- چَفد کَلیل کُمِشی: این چفد برخلاف کلیل آذری کُلاله‌ای (رأس) تیزه‌دار پیدا می‌کند. این چنین که در محدوده نزدیک به شکرگاه یک کلوک به بالا می‌جهد و به شکل جناغی کامل با کلاله‌ای تیزه‌دار در می‌آید. نمونه نامدار آن در خانقاه شیخ علاءالدوله بیابانکی ساخته شده‌است.

## اصطلاحات مربوط به طاق در معماری ایرانی

تصویر سراسرنما از طاق کاروانسرای دیرگچین معماری چهار دوره ساسانی، صفوی، سلجوقی و قاجار

- تصویر سراسرنما از طاق کاروانسرای دیرگچین معماری چهار دوره ساسانی، صفوی، سلجوقی و قاجارافراز بلندای طاق یا گنبد از روی دیوار (پاکار) تا بلندترین نقطه
- پاراستی بخش پایینی قوس که به صورت عمودی در امتداد دیوار بالا می‌رود
- پاکار محل اتصال طاق یا گنبد به دیوار باربر که رج آغازین چَفد باشد
- پشت بغل بار وارده از سوی دیوار چفد می‌باشد که وظیفه تراز به کل سازه را داراست.
- تویزه باریکه چفدی باربر در طاقهایی که به روش تویزه ساخته می‌شوند
- تبره ستبرای طاق یا گنبد که از پایین‌ترین نقطه با بیشترین ستبرا آغاز و با بالاتر رفتن چَفد نازک‌تر گرفته می‌شود
- تیزه بالاترین نقطه چفد در تاق یا گنبد هاییکه به سبک تیزه‌دار یا جناغی ساخته می‌شوند
- چَفد خمیدگی و قوس طاق یا گنبد
- خیز نسبت اندازه افراز به دهانه یک تویزه
- دهانه فاصله میان دیوارها که با طاق یا گنبد پوشیده می‌شود
- کُلاله بلندترین بخش هر طاق خواه تیزه‌دار یا مازه‌دار، کلاله نقش مهمی در پایداری طاق به ویژه طاق رومی دارد
- کیز گودی روی دیوار برای شروع چَفد
- گاز تکه‌های آجر یا سفال که فضای خالی بین درز مثلثی میان آجرها یا خشت‌های چیده شده را پر می‌کنند
- هورنو روزنه‌ای که در بالاترین بخش طاق یا گنبد برای روشنایی و جابجایی هوا ایجاد می‌شود[۱۱]

## نگارخانه

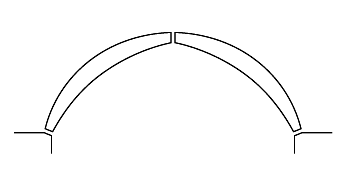
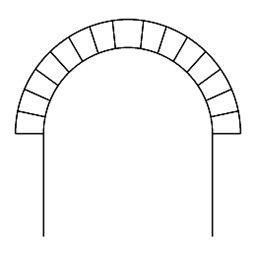
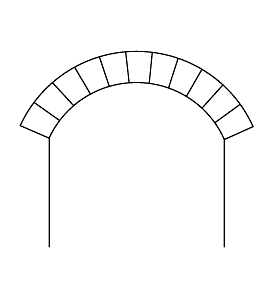
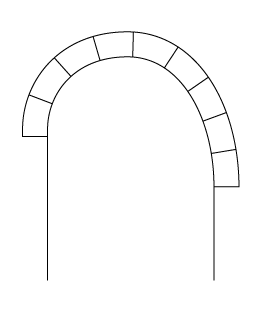
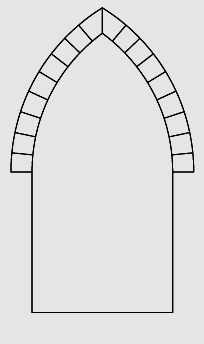
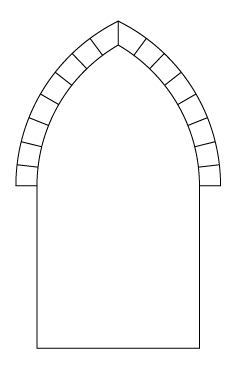
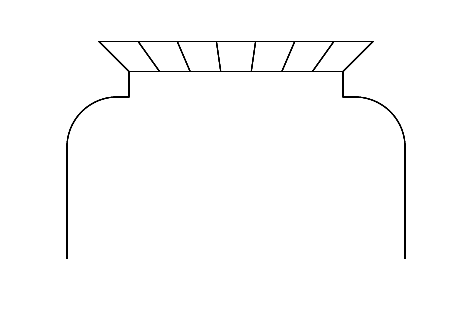
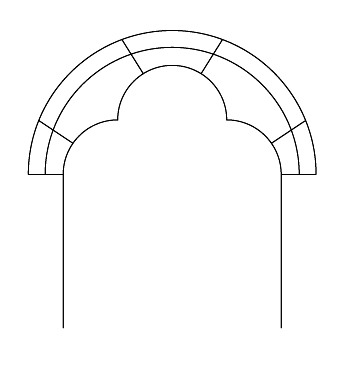
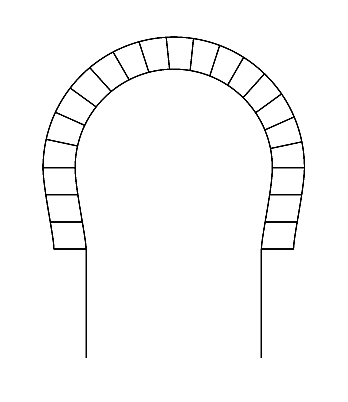
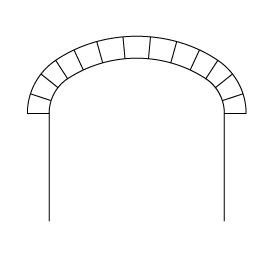
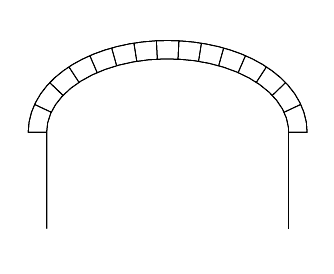
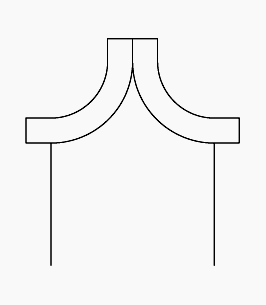
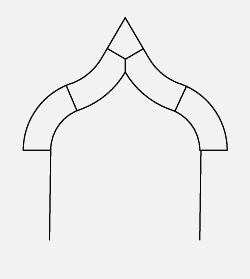
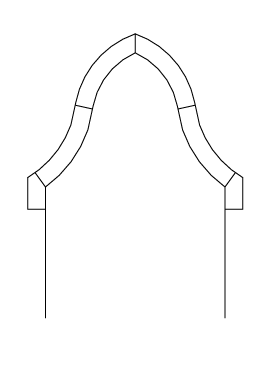
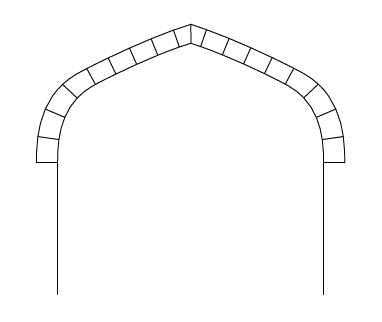
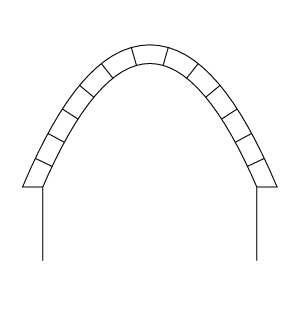